# هيلين بويس
هيلين بويس (بالإنجليزية: Helen Boyce)‏ هي ممثلة أمريكية، ولدت في 24 سبتمبر 1918 في ميزوري في الولايات المتحدة، وتوفيت في 27 فبراير 1997 في بربانك في الولايات المتحدة.

## وصلات خارجية
- هيلين بويس على موقع IMDb (الإنجليزية)
- هيلين بويس على موقع أول موفي (الإنجليزية)
- هيلين بويس على موقع قاعدة بيانات الفيلم (الإنجليزية)